# Charles del Marmol
Charles (Charley) baron del Marmol (Brussel, 30 juni 1912 - aldaar, 11 juli 2000) was een Belgisch rechtsgeleerde en hoogleraar aan de Université de Liège.

## Biografie
Baron Charles del Marmol was een telg uit de familie Del Marmol. Hij was een zoon van baron Alfred del Marmol en Marie-Louise Sadoine en een nakomeling van Ferdinand del Marmol, Iwan Simonis, Eugène Sadoine en Pierre Destriveaux. In 1938 trouwde hij in Pepinster met burggravin Jacqueline Davignon (1915-2007), kleindochter van Julien Davignon.
Na de Tweede Wereldoorlog was hij voor de United Nations Relief and Rehabilitation Administration werkzaam. Vervolgens ging hij bij werkgeversorganisatie Fabrimetal aan de slag, waar van hij secretaris-generaal werd. Hij was tevens hoogleraar handelsrecht aan de Université de Liège en hielp bij het opstellen van wetteksten. Verder was hij onder meer:
- oprichter van het Belgian Centre for Arbitration and Mediation (CEPANI)
- lid van de Bankcommissie
- lid van de Association belge des juristes d'entreprises
- lid van de Académie royale des sciences, des lettres et des beaux-arts de Belgique